# 최기보
최기보(崔基輔, 1881년 9월 13일 ~ 1951년 9월 17일)는 대한제국 관료 활동한 일제 강점기 의병장 겸 독립운동가이다. 본관은 해주(海州)이고 호(號)는 산남(山南)·우석(雨石)이다.

## 이력
경상도 영일에서 출생하였으며 한때 황해도 해주에서 잠시 유아기를 보낸 적이 있고 경상도 밀양과 경상도 경주에서 각각 잠시 유년기를 보낸 적이 있는 그는 이후 1901년에서 1905년까지 대한제국 관료를 지낸 그는 관료직 사퇴 후 1905년 慶北一帶에서 軍器를 모집하고 義兵을 召募하였으며 1906년 擧義한 山南義陣에서 將營守衛, 右炮將 등으로 활동하였으며 1910년 경술국치조약 이후 경상북도, 경상남도, 강원도 등지 떠돌며 처사로 지내면서 최산남(崔山南)·최불암(崔佛巖) 등의 가명을 사용하였다. 대한제국 광복 운동을 위하여 영남 지방과 강원 지방에서 지방 유교 성리학 향교 대표들과 대한제국 광복과 일제 격퇴 공모를 하다가 1919년 강원도 춘천에서 삼일 대한 독립 만세 운동을 목도하였고 그 이후 조선국 전국을 방랑하며 대한제국 국권 회복을 모의하던 차에 1922년 9월, 중화민국 장쑤 성 상하이로 건너가 한국독립당 민족행정특보위원을 지냈으며 1929년 9월에 한국독립당 탈당을 하였고 이후 1931년 3월 한국독립당 복당하여 한국독립당 독립군행정특보위원 직을 지냈고 1931년 12월에 한국독립당 두 번째 탈당 이후 1932년 5월 한국독립당 재복당하여 1940년 9월까지 한국독립당 상임위원 직을 지낸 그는 1940년 9월 한국독립당 세 번째 탈당 이후 중화민국 타이완 성 타이베이에 건너가 1942년 6월까지 타이베이에서 조선인 소작농을 거쳐 타이베이 소재 노서아식 셔츠 공장에서 중급 공원(中級 工員)으로 일한 그는 1942년 6월 중화민국 타이완 성 타이중으로 건너가 타이중에서도 조선인 소작농으로 일하던 차에 1945년 8월 15일, 타이중에서 조선 광복을 목도하였다.

### 조선 광복 이후
1946년 5월 조선국 고국에 귀국하여 1946년 8월에서 1948년 2월까지 한국독립당 전임위원 직을 지냈고 1948년 2월, 한국독립당을 마지막 탈당하였다.

## 사후
대한민국 정부에서는 그의 공적을 기리고자 2014년 3월 1일을 기하여 대한민국 건국훈장 애족장을 추서하였다.